# الدوري الأردني 1978
إحصائيات الدوري الأردني لكرة القدم في موسم 1978.

## نظرة عامة
الأهلي فاز بالبطولة.

## وصلات خارجية
- الاتحاد الأردني لكرة القدم